# Franz Scheurmann
Franz Scheurmann (* 8. Mai 1892 in Berlin; † 3. Oktober 1964 in Nordhorn) war ein deutscher Staatswissenschaftler, der erste Berufsbürgermeister der Stadt Schüttorf und Landrat des Landkreises Grafschaft Bentheim.
Er war Träger des Bundesverdienstkreuzes am Bande und erhielt die bisher einzige Ehrenbürgerwürde der Stadt Schüttorf verliehen. Der Dr.-Scheurmann-Platz in Schüttorf ist nach ihm benannt.

## Leben
Franz Scheurmann war der Sohn des Kaufmanns Johann Karl Scheurmann und seiner Ehefrau Rosa, geborene Schmidt. Er wuchs in Barcelona und im rheinisch-westfälischen Industriegebiet auf. 1912 bestand er sein Abitur an der Oberrealschule in Elberfeld und schlug ab 1913 in der rheinischen Stadt Wald (heute Solingen) die Verwaltungslaufbahn ein.  Anschließend begann er ein berufsbegleitendes Studium der Rechtswissenschaften in Bonn. Von 1914 bis 1918 nahm er im  Kriegseinsatz am Ersten Weltkrieg teil.
Am 5. Januar 1915 heiratete er in Elberfeld Martha Helene Solbach (* 26. März 1893 in Elberfeld; † 26. März 1980 in Schüttorf). Die Ehe blieb kinderlos.
Nach Kriegsende studierte Scheurmann weiter berufsbegleitend Kommunalwissenschaften und Volkswirtschaftslehre in Düsseldorf, gefolgt von einem Studium der Staatswissenschaften in Köln, wo er sich im November 1923 über „Produktive Armenfürsorge“ promovierte.

### Bürgermeister
1922 fungierte er, von seiner beamteten Stellung als Verwaltungs-Oberinspektor in Wald beurlaubt, vertretungsweise als Bürgermeister in Bad Berka. 1923 bewarb er sich erfolgreich um die ausgeschriebene Stelle als Berufsbürgermeister in Schüttorf, wo er von 1924 bis 1942 amtierte.
Bei seinem Amtsantritt am 15. Februar 1924 zählte er mit 31 Jahren zu den jüngsten Bürgermeistern Deutschlands.
Von 1925 bis 1929 gehörte er als Spitzenkandidat einer überparteilichen konservativen Obergrafschafter Liste dem Grafschafter Kreistag an. Zugleich engagierte er sich in der Gemeindevertretung der evangelisch-reformierten Gemeinde Schüttorfs. Er setzte sich für eine Verstärkung des städtischen Gepräges von Schüttorf ein, das am 1. August 1924 erneut die Stadtrechte verliehen bekommen hatte. So ließ er den Zustand der Straßen systematisch verbessern, führte eine zentrale Wasserversorgung ein, kümmerte sich um eine bessere Versorgung der Kranken sowie um den Schul- und Sportstättenbau. Er gründete die Freiwillige Feuerwehr und initiierte die Errichtung einer städtischen Sparkasse.

### Zeit des Nationalsozialismus
Im Gegensatz zu den meisten hauptamtlichen Bürgermeistern der Region konnte Scheurmann die Gleichschaltungsphase zunächst unbeschadet überstehen. Wegen zunehmender Konflikte mit überörtlichen NSDAP-Gremien war seine Wiederwahl 1936 zunächst gefährdet, so dass eine Unterschriftsliste für sein Verbleiben im Amt aufgestellt wurde. Differenzen mit dem örtlichen NSDAP-Führer Arnold Horstmeyer (* 1894) und dem NSDAP-Kreisleiter Josef Ständer führten im Oktober 1942 zu seiner Amtsenthebung. Weiterhin erhielt er ein Rede- und Aufenthaltsverbot in der Region, was ihn zum Wegzug zwang. Seinem Antrag auf Versetzung in den Ruhestand wurde im November 1943 stattgegeben; er arbeitete daraufhin in Neustadt am Rübenberge als nichtbeamtete Lehrkraft an der Niedersächsischen Gemeinde- und Sparkassenschule sowie als Referent beim Deutschen Gemeindetag, Provinzialdienststelle Hannover.

### Landrat und Bürgermeister
Nach Kriegsende kehrte Scheurmann nach Schüttorf zurück. Er zählte zu den Gründungsmitgliedern der im Februar 1946 gegründeten Grafschafter CDU und amtierte von Februar bis September 1946 erneut als, diesmal ehrenamtlicher, Bürgermeister Schüttorfs. Vom 28. November 1948 bis 18. März 1961 gehörte er dem Grafschafter Kreistag für die CDU an und war Mitglied des Rats der Stadt Schüttorf. Vom 28. November 1948 bis zum 9. Januar 1951 bekleidete er die Position des ehrenamtlichen Landrats der Grafschaft Bentheim. Bei der Landtagswahl vom 6. Mai 1951 unterlag Scheurmann dem ebenfalls als Heimatforscher engagierten SPD-Mitbewerber Heinrich Specht denkbar knapp mit 10.901 zu 10.688 Stimmen. Von 1952 bis 1956 war Scheurmann, als Nachfolger des SPD-Bürgermeister Johann Wenning (1894–1976), wieder Bürgermeister in Schüttorf. 1956 errang die SPD das Bürgermeisteramt für Wenning zurück und Scheurmann fungierte von November 1956 bis April 1961 als Erster Beigeordneter der Stadt. Für die Amtsperiode von 1956 bis 1957 war er Kreisvorsitzender der CDU, die ihn anschließend zum Kreisehrenvorsitzenden erhob. In der Folgezeit gehörte er als Beisitzer dem CDU-Kreisvorstand an.
Er bekleidete eine Reihe weiterer Ämter, unter anderem gehörte er dem Aufsichtsrat und Vorstand der Kreissparkasse, dem Verwaltungsrat und Vorstand beziehungsweise dem Beirat der Bentheimer Eisenbahn sowie dem Vorstand des Heimatvereins der Grafschaft Bentheim an.

### Heimatforschung
Bereits in Wald hatte Scheurmann begonnen, Abhandlungen zur lokalen Geschichte und zu berufsspezifischen Themen zu veröffentlichen. Bald nach seinem Zuzug nach Schüttorf begann er, sich intensiv mit der dortigen Regionalgeschichte zu beschäftigen und veröffentlichte zahlreiche Schriften. Dabei entwickelte er besonderes Interesse für die Siegel und Wappen der Region. Während seiner Amtsperiode als hauptamtlicher Schüttorfer Bürgermeister baute er ein Stadtarchiv auf, dessen Vernichtung in den letzten Kriegstagen einen großen Verlust für die Erforschung der Stadtgeschichte bedeutet.

## Ehrungen
- Im Mai 1957 erhielt Franz Scheurmann das Bundesverdienstkreuz am Bande.
- Die Stadt Schüttorf verlieh ihm am 8. Mai 1962 die erste und bislang einzige Ehrenbürgerwürde.
- Außerdem wurde 1966 der Dr.-Scheurmann-Platz in Schüttorf nach ihm benannt.

## Veröffentlichungen (Auswahl)
- Ein altbergisches Spezereiengeschäft um 1850, in: Cronenberger Anzeiger Nr. 16 vom 5. Februar 1921.
- Zwangswirtschaftsfreies Wohnen, in: Walder Zeitung Nr. 164 vom 16. Juli 1921.
- Von der Landgemeinde zur Landbürgermeisterei, in: Preußische Verwaltungs- und Finanzzeitung Nr. 17 vom 1. Dezember 1922, S. 261–263.
- Die geschichtliche Entwicklung der Gemeindegrenze zwischen Wald und Ohligs, in: Ohligser Anzeiger Nr. 9 vom 11. Januar 1923.
- Die Lage in der Solinger Industrie. In: Bergische Zeitung Nr. 11 vom 14. Januar 1923 und Nr. 12 vom 15. Januar 1923.
- Die ersten Bürgermeister von Merscheid, unserem heutigen Ohligs, in: Bergische Zeitung vom 16. Juni 1923 und 23. Juni 1923.
- Bedeutung und Aufgaben neuzeitlicher Arbeitsvermittlung bezüglich beschränkt arbeitsfähiger Personen, in: Zeitschrift für Kommunalwirtschaft Nr. 13 vom 10. Juli 1923, S. 465–466, gekürzt in: Industrie-Anzeiger der Bergischen Zeitung vom 18. April 1923.
- Was wird aus den städtischen Bahnen? in: Solinger Tageblatt Nr. 301 vom 27. Dezember 1923.
- Belastung von Handwerk, Gewerbe und Industrie durch die kommunale Kreissteuer, in: Solinger Tageblatt Nr. 245 vom 18. Oktober 1924, und: Anzeiger für Berg-, Hütten- und Maschinenwesen Nr. 96 vom 9. September 1924.
- Denkschrift der Stadtverwaltung Schüttorf bezüglich Wiedererlangung der vollen Stadtrechte, Schüttorf 1924.
- Der Vechtedurchstich bei Schüttorf, in: SZ Nr. 102 vom 19. Juli 1924.
- Inwieweit können Gemeinden durch Kreissteuern belastet werden?, in: Kommunalpolitische Blätter Nr. 16 vom 25. August 1924, S. 274–275. Auch in: Kommunales Echo vom 17. September 1924.
- Die Fahrradsteuer, in: Kommunale Korrespondenz Nr. 5/6 vom 25. September 1924.
- Das hannoversche Jagdrecht, in: Zeitschrift der Landgemeinden Nr. 20 vom 25. Oktober 1924 und Kommunale Korrespondenz Nr. 7 vom 10. Oktober 1924.
- Die Nachtsteuer, in: Solinger Tageblatt Nr. 259 vom 4. November 1924 und OZ Nr. 207 vom 3. September 1924.
- Graf Otto von Bentheim als Kreuzfahrer, in: SZ Nr. 196 vom 6. November 1924.
- Der neue Ratssaal in Schüttorf, in: SZ Nr. 22 vom 27. Januar 1925, OZ Nr. 35 vom 11. Februar 1925 und GWR Nr. 7 vom 15. Februar 1925.
- Die 'glänzende' Stellung des Bürgermeisters, in: Der Bürgermeister Nr. 18 vom 25. September 1925.
- Gedanken zu § 23 Abs. 5 des Entwurfs einer Reichsstädteordnung, in: Zentralblatt für Gemeindeverwaltungen Nr. 18 vom 30. September 1925.
- Das neue Kraftlinien-Gesetz, in: Zentralblatt für Gemeindeverwaltungen Nr. 21 vom 15. November 1925.
- Zur Frage der Kreissteuern, in: Zentralblatt für Gemeindeverwaltungen Nr. 21 vom 15. November 1925.
- Denkmalsweihe in Schüttorf, in: GWR Nr. 1 vom 3. Januar 1926.
- Der Umbau der Walder Kirche, in: Die Heimat Nr. 9 vom 21. Mai 1926.
- Denkschrift der Stadt Schüttorf bezüglich der Notwendigkeit der Bau einer Wasserleitung nebst Kanalisation, Schüttorf 1926.
- Wie die Stadt Schüttorf dem Bettlerelend entgegentritt, in: OZ Nr. 217 vom 10. August 1926.
- Die Wiedererlangung der uralten Schüttorfer Stadtrechte und das rekonstruierte Stadtsiegel, in: Möser-Blätter Nr. 22 vom 22. September 1926 und BZ Nr. 259 vom 2. November 1928.
- Der neue Viehmarkt in Schüttorf, in: SZ Nr. 27 vom 1. Februar 1927.
- Der Gildebrief der Schüttorfer Schmiede aus dem Jahre 1387, in: SZ Nr. 39 vom 16. Februar 1927, OZ Nr. 24 vom 27. Januar 1927 und GWR Nr. 8 vom 20. Februar 1927.
- Städtischer Turnhallenbau, in: SZ Nr. 24 vom 28. Januar 1928.
- Wasserleitung für Schüttorf, in: SZ Nr. 30 vom 4. Februar 1928.
- Die Fischereirechte der Stadt Schüttorf, in: SZ Nr. 91 vom 18. April 1928 und NA Nr. 460 vom 26. April 1928.
- Schüttorf, die altehrwürdige Stadt!, in: NA Nr. 735 vom 5. Juli 1928, BZ Nr. 259 vom 2. November 1928 und OZ Nr. 178 vom 29. Juni 1928.
- Der Kirchturmbrand vom Jahre 1684, in: SZ Nr. 231 vom 2. Oktober 1929 und OZ Nr. 276 vom 28. September 1929.
- Der alte Schüttorfer Bürgereid, in: SZ Nr. 21 vom 25. Januar 1930 und OZ Nr. 25 vom 25. Januar 1930.
- Der alte „Eid der Acht“, in: Heinrich Specht (Bearbeiter), Grafschafter Heimat-Kalender für das Jahr 1930, Neuenhaus o. J., S. 92.
- Die Schüttorfer Stadtrechtsurkunde aus dem Jahre 1295, in: OT Nr. 15096 vom 14. August 1932, Grafschafter Beobachter Nr. 115 vom 16. August 1932 und GWR Nr. 36 vom 4. September 1932.
- 25 Jahre Krankenhaus 'Annaheim' in Schüttorf, in: NA Nr. 648 vom 14. Dezember 1932 und SZ Nr. 291 vom 12. Dezember 1932.
- Schüttorf, die älteste Stadt der Grafschaft Bentheim. Beschreibung einer alten Stadtrecht-Urkunde aus dem Jahre 1203, in: NA Nr. 114 vom 2. März 1933.
- Denkschrift der Stadt Schüttorf, die Neugestaltung des Marktwesens in der Obergrafschaft Bentheim betreffend, Schüttorf 1933.
- Die Uhr des Meisters Esselbrück, Schüttorf, 1784, in: SZ Nr. 282 vom 2. Dezember 1933 und OZ Nr. 335 vom 6. Dezember 1933.
- Die alte Kirchturmuhr, in: SZ Nr. 53 vom 3. März 1934, NA Nr. 113 vom 3. März 1934 und Grafschafter Beobachter Nr. 65 vom 7. März 1934.
- Das Feuerlöschwesen einst und jetzt, in: SZ Nr. 59 vom 10. März 1934 und NA Nr. 73 vom 15. März 1934.
- Schüttorfs Nachtwächter im vorigen Jahrhundert, in: SZ Nr. 63 vom 15. März 1934 und Grafschafter Beobachter Nr. 76 vom 18. März 1934.
- Straßenbeleuchtung damals und heute, in: SZ Nr. 71 vom 24. März 1934.
- Wie die Schüttorfer städtische Mittelschule entstand, in: SZ Nr. 99 vom 28. April 1934.
- Die Bürgermeister der Stadt Schüttorf seit 1800, in: SZ Nr. 150 vom 30. Juni 1934.
- Die Verfassung der Stadt Schüttorf während der hannoverschen Zeit, in: Grafschafter Beobachter vom 22. Juli 1934.
- Geschichte, Verfassung und Verwaltung der alten Stadt Schüttorf im vorigen Jahrhundert, in: SZ Nr. 109 vom 12. Mai 1934, SZ Nr. 120 vom 26. Mai 1934 (Fortsetzung), SZ Nr. 126 vom 2. Juni 1934 (Fortsetzung), SZ Nr. 144 vom 23. Juni 1934 (Fortsetzung), SZ Nr. 147 vom 27. Juni 1934 (Schluss).
- Schüttorfs Handwerk und Gewerbe in vorigen Jahrhundert, in: SZ Nr. 93 vom 21. April 1934 und Grafschafter Beobachter Nr. 111 vom 24. April 1934.
- Die Erstürmung der Stadt Schüttorf im Jahre 1637, in: SZ Nr. 183 vom 8. August 1935.
- Die Schüttorfer Apotheke, in: Bentheimer Heimatbote 2/1936, Neuenhaus 1936, S. 37–42, und SZ Nr. 278 vom 27. November 1936 und SZ Nr. 279 vom 28. November 1938.
- Schüttorf, die älteste Stadt der Grafschaft Bentheim. Beschreibung der alten Stadtrecht-Urkunde aus dem Jahre 1295, in: Bentheimer Heimatkalender 1938, S. 52–56.
- Brückenbauten in Schüttorf einst und jetzt – Die alten und die neuen Vechtebrücken, in: Grafschafter Kreisblatt (Schüttorfer Zeitung) Nr. 248 vom 22. Oktober 1938.
- Schüttorf, eine alte deutsche Kleinstadt, in: Weserbergland Niedersachsen, illustrierte Monatsschrift für das Weserbergland und Niedersachsen Nr. 9/1939.
- Wappen und Siegel der Stadt Schüttorf, in: Das Bentheimer Land Bd. 25, Nordhorn 1940.
- F. Scheurmann / Wilhelm Berge: Schüttorfer Feuerlöscheinrichtungen seit 1789 In: Bentheimer Heimatkalender 1941 / Das Bentheimer Land Bd. 26, Bentheim, 1940.
- Das Archiv der Stadt Schüttorf, wie es im Laufe der Zeiten entstanden war und dann bei Rathausbrand vernichtet wurde am 4. 4. 1945, in: Bentheimer Heimatkalender 1950, S. 27–30.
- Die Geschichte der Grafschaft Bentheim. Das Bentheimer Land im Wandel der Zeiten, in: Das Bentheimer Land Bd. 36, Nordhorn 1950.
- Franz Scheurmann/Hermann Schröter: Schüttorf, Kr. Grafschaft Bentheim, in: Erich Keyser, Niedersächsisches Städtebuch. Bd. III. Nordwest-Deutschland I. Niedersachsen und Bremen, Stuttgart 1952, S. 329–332.
- Wappenrechtsverleihung an den Landkreis Grafschaft Bentheim, in: Grafschafter Nachrichten Nr. 238 vom 13. Oktober 1955.
- Stadt Bentheim – Wiedereinführung des alten historischen Dienstsiegels, in: Grafschafter Nachrichten Nr. 238 vom 13. Oktober 1955.